# یاسنیتسا (ژیتوراجا)
یاسنیتسا (به صربی: Jasenica) یک منطقهٔ مسکونی در صربستان است که در ژیتوراجا واقع شده‌است. یاسنیتسا ۹۸۹ نفر جمعیت دارد.